# Pier Giorgio Ricci
Pier Giorgio Ricci (Firenze, 1912 – Firenze, 22 aprile 1976) è stato un filologo e critico letterario italiano.

## Biografia
Dopo aver ottenuto la laurea presso l'Università degli Studi di Firenze nel 1945 ottenne la libera docenza di letteratura umanistica nel 1954. 
 Nel 1966 divenne professore di ruolo e insegnò dapprima Filologia umanistica presso l'Università degli Studi di Messina e in seguito Letteratura italiana all'Università di Bologna.
 Nel 1972 fu trasferito alla Facoltà di Magistero dell'Università degli Studi di Siena che ha sede ad Arezzo e nel 1976 venne eletto preside di Facoltà.
Fu in particolare studioso di Dante, Petrarca e Boccaccio e si occupò inoltre di molte edizioni critiche dei tre grandi del Trecento.